# Copa Sudamericana 2007
VI Copa Sudamericana 2007

## 1/16 finału
Bez gry do 1/8 finału awansowały:  CA Boca Juniors,  CA River Plate,  Club América,  Chivas de Guadalajara,  CF Pachuca,  D.C. United

### Sekcja 1 (Argentyna)
Arsenal Sarandí –  CA San Lorenzo de Almagro 1:1 i 3:0 (mecze 14.08 i 06.09)
1. 0:1 Andres Silvera 22, 1:1 Carlos Casteglione 90+2
2. 1:0 Jossimar Mosquera 7, 2:0 Jonathan Bottinelli 40s, 3:0 José Luis Calderón 68

 CA Lanús –  Estudiantes La Plata 2:0 i 1:2 (mecze 08.08 i 05.09)
1. 1:0 Agustín Pelletieri 19, 2:0 José Sand 23
2. 0:1 Marcos Pirchio 9, 0:2 Pablo Alvarez 22, 1:2 Sebastián Domínguez 60s

### Sekcja 2 (Brazylia)
Figueirense FC –  São Paulo FC 2:2 i 1:1 (mecze 15.08 i 23.08)
1. 1:0 Chicao 20k, 1:1 Rogerio Ceni 24k, 1:2 Hernanes 40, 2:2 Peter 42
2. 1:0 Jean Carlos 57, 1:1 Borges 79

 Goiás EC –  Cruzeiro EC 2:0 i 0:1 (mecze 16.08 i 22.08)
1. 1:0 Paulo Baier 42, 2:0 Paulo Baier 90+3
2. 0:1 Thiago Heleno 13

 Athletico Paranaense –  CR Vasco da Gama 2:4 i 0:2 (mecze 15.08 i 12.09)
1. 1:0 Dinei 23, 1:1 Rubens Junior 32, 1:2 Abuda 38, 1:3 Andrade 65, 1:4 Darío Conca 79, 2:4 Alan Bahía 86
2. 0:1 Marcelinho 73, 0:2 Marcelinho 77

 Botafogo FR –  SC Corinthians Paulista 3:1 i 2:1 (mecze 22.08 i 12.09)
1. 1:0 Reinaldo 1, 2:0 Lúcio Flávio 35, 3:0 André Lima 52, 3:1 Bruno Bonfim 82
2. 1:0 Lúcio Flávio 58, 1:1 Finazzi 64, 2:1 Dodó 88

### Sekcja 3 (Chile,Boliwia)

#### Pierwsza faza
Audax Italiano –  Club Jorge Wilstermann 2:0 i 1:1 (mecze 31.07 i 07.08)
1. 1:0 Carlos Villanueva 37, 2:0 Leonardo Medina 62
2. 1:0 Leonardo Medina 72, 1:1 Daniel Juarez 88k

 Real Potosí –  CSD Colo-Colo 1:1 i 1:3 (mecze 02.08 i 09.08)
1. 0:1 Gonzalo Jara 15, 1:1 Juan Lorca 48s
2. 1:0 Fernando Brandán 8, 1:1 Giovanni Hernández 33, 1:2 Gonzalo Fierro 46k, 1:3 Rodolfo Moya 89

#### Druga faza
CSD Colo-Colo –  Audax Italiano 0:0 i 1:1 (mecze 28.08 i 04.09)
1. 0:0
2. 0:1 Franco di Santo 2, 1:1 Gustavo Biscayzacú 86

### Sekcja 4 (Ekwador,Wenezuela)

#### Pierwsza faza
CD Olmedo –  Zamora FC 1:0 i 2:1 (mecze 01.08 i 21.08)
1. 1:0 Gustavo Savoia 39
2. 1:0 Pedro Galván 12, 2:0 Gustavo Savoia 29, 2:1 Carlos Salazar 57

 Carabobo FC –  CD El Nacional 0:1 i 0:4 (mecze 16.08 i 28.08)
1. 0:1 Walter Calderón 22 (mecz w Puerto Ordaz)
2. 0:1 Clever Chala 7, 0:2 Ebelio Ordoñez 55, 0:3 Clever Chala 60, 0:4 Ebelio Ordoñez 68

#### Druga faza
CD El Nacional –  CD Olmedo 2:0 i 1:0 (mecze 04.09 i 11.09)
1. 1:0 Ebelio Ordoñez 27, 2:0 Jaime Kaviedes 84
2. 1:0 Pedro Quiñonez 9

### Sekcja 5 (Kolumbia,Peru)

#### Pierwsza faza
Millonarios FC –  Coronel Bolognesi 0:1 i 1:0, karne 5:4 (mecze 02.08 i 23.08)
1. 0:1 Paul Cominges 6
2. 1:0 Ricardo Ciciliano 85

 Universitario de Deportes –  Atlético Nacional 0:1 i 0:1 (mecze 09.08 i 30.08)
1. 0:1 Humberto Mendoza 27
2. 0:1 Carmelo Valencia 77

#### Druga faza
Atlético Nacional –  Millonarios FC 2:3 i 0:0 (mecze 05.09 i 13.09)
1. 1:0 Victor Hugo Aristizábal 45k, 1:1 Jonhatan Estrada 48, 1:2 Ricardo Ciciliano 55, 1:3 Ricardo Ciciliano 74k, 2:3 Aldo Ramírez 86

### Sekcja 6 (Urugwaj,Paragwaj)

#### Pierwsza faza
Defensor Sporting –  Club Libertad 2:1 i 2:2 (mecze 07.08 i 21.08)
1. 1:0 Carlos Morales 17, 1:1 Roberto Gamarra 37, 2:1 Carlos Morales 81
2. 0:1 Víctor Cáceres 4, 1:1 Carlos Morales 28, 2:1 Carlos Morales 32, 2:2 Gonzalo Sorondo 73s

 Tacuary FC –  Danubio FC 1:1 i 1:1, karne 4:1 (mecze 01.08 i 15.08)
1. 0:1 Álvaro Noble 24, 1:1 Cristián Fatecha 89
2. 0:1 Sergio Rodriguez 3, 1:1 Ignacio Paniagua 24

#### Druga faza
Tacuary FC –  Defensor Sporting 1:1 i 0:3 (mecze 30.08 i 13.09)
1. 1:0 Ignacio Paniagua 13, 1:1 Pablo Gaglianone 62
2. 0:1 Diego De Souza 42k, 0:2 Diego De Souza 85, 0:3 Alvaro Navarro 90+1

## 1/8 finału
CA Lanús –  CR Vasco da Gama 2:0 i 0:3 (mecze 19.09 i 26.09)
1. 1:0 Agustín Pelletieri 32, 2:0 José Sand 77
2. 0:1 Leandro Amaral 29, 0:2 Wagner Diniz 75, 0:3 Leandro Amaral 90

 CA Boca Juniors –  São Paulo FC 2:1 i 0:1 (mecze 19.09 i 26.09)
1. 1:0 Martín Palermo 26, 2:0 Martín Palermo 83, 2:1 Borges 89
2. 0:1 Borges 53

 Goiás EC –  Arsenal Sarandí 2:3 i 1:1 (mecze 19.09 i 26.09)
1. 0:1 Alejandro Damonte 16, 1:1 Paulo Baier 25, 2:1 Paulo Baier 76, 2:2 Carlos Casteglione 78, 2:3 Pablo Garnier 79
2. 0:1 Alejandro Gómez 36, 1:1 Harison 45+1

 Botafogo FR –  CA River Plate 1:0 i 2:4 (mecze 19.09 i 27.09)
1. 1:0 Joilson 44
2. 1:0 Lúcio Flávio 11, 1:1 Radamel García 31, 2:1 Dodó 65, 2:2 Radamel García 74, 2:3 Andrés Ríos 80, 2:4 Radamel García 90+2

 Defensor Sporting –  CD El Nacional 3:0 i 0:2 (mecze 20.09 i 04.10)
1. 1:0 Diego De Souza 14, 2:0 Cristian González 64, 3:0 Diego De Souza 90k
2. 0:1 Ebelio Ordóñez 15, 0:2 Ebelio Ordóñez 27

 CF Pachuca –  Club América 1:4 i 2:0 (mecze 25.09 i 03.10)
1. 0:1 Federico Insúa 33, 1:1 Christian Giménez 39, 1:2 Salvador Cabañas 47, 1:3 Rodrigo López 56, 1:4 Rodrigo López 57
2. 1:0 Damián Alvarez 57, 2:0 Christian Giménez 59

 Millonarios FC –  CSD Colo-Colo 1:1 i 1:1, karne 7:6 (mecze 25.09 i 04.10)
1. 0:1 Eduardo Rubio 30, 1:1 Ricardo Ciciliano 66
2. 1:0 Andrés Mosquera 37, 1:1 Gustavo Biscayzacú 41

 D.C. United –  Chivas de Guadalajara 2:1 i 0:1 (mecze 26.09 i 02.10)
1. 1:0 Benjamin Olsen 23, 2:0 Clyde Simms 54, 2:1 Sergio Santana 60
2. 0:1 Ramón Morales 64

## 1/4 finału
Club América –  CR Vasco da Gama 2:0 i 0:1 (mecze 10.10 i 24.10)
1. 1:0 Duilio Davino 51, 2:0 Rodrigo Lopez 77
2. 0:1 Leandro Amaral 10

 São Paulo FC –  Millonarios FC 0:1 i 0:2 (mecze 10.10 i 24.10)
1. 0:1 Luis Eduardo Zapata 84
2. 0:1 Ricardo Ciciliano 76, 0:2 Ricardo Ciciliano 85

 Arsenal Sarandí –  Chivas de Guadalajara 0:0 i 3:1 (mecze 10.10 i 25.10)
1. 0:0
2. 1:0 Javier Yacuzzi 2, 1:1 Sergio Santana 16, 2:1 Javier Yacuzzi 27, 3:1 Santiago Raymonda 78k

 Defensor Sporting –  CA River Plate 2:2 i 0:0 (mecze 25.10 i 30.10)
1. 0:1 Ariel Ortega 5k, 1:1 Pablo Gaglianone 14, 1:2 Radamel Falcao García 30, 2:2 Sergio Valenti 84
2. 0:0

## Półfinały
Millonarios FC –  Club América 2:3 i 0:2 (mecze 07.11 i 13.11, drugi mecz w Toluce)
1. 0:1 Germán Villa 24, 0:2Salvador Cabañas 37, 1:2 Gerardo Bedoya 61, 2:2 Johnatan Estrada 67, 2:3 Salvador Cabañas 85
2. 0:1 Rodrigo López 6, 0:2 Rodrigo López 78

 CA River Plate –  Arsenal Sarandí 0:0 i 0:0, karne 2:4 (mecze 08.11 i 14.11)
1. 0:0
2. 0:0

## Finał
Club América –  Arsenal Sarandí 2:3 i 2:1
30 listopada 2007 Meksyk Estadio Azteca (100 000)

 Club América –  Arsenal Sarandí 2:3 (1:1)

Sędzia: Ricardo Grance (Paragwaj)

Bramki: 1:0 Salvador Cabañas 5, 1:1 Anibal Matellán 31, 2:1 Alejandro Arguello 55, 2:2 Alejandro Gómez 57, 2:3 Alejandro Gómez 66

Żółte kartki: José Antonio Castro, Germán Villa / Jossimar Mosquera, Alejandro Gómez, Javier Gandolfi, Mario Cuenca

Czerwone kartki: – / Carlos Casteglione 79

Club de Fútbol América: Guillermo Ochoa – José Antonio Castro, Oscar Rojas, Duilio Davino, Ricardo Rojas, Juan Carlos Silva (71 Juan Carlos Mosqueda), Alejandro Argüello, Germán Villa (85 Enrique Esqueda), Federico Insúa, Rodrigo López, Salvador Cabañas. Trener: Daniel Brailovsky.

Arsenal Fútbol Club: Mario Cuenca – Javier Gandolfi, Jossimar Mosquera, Aníbal Matellán, Cristian Díaz, Diego Villar (74 Pablo Garnier), Andrés San Martín, Carlos Casteglione, Javier Yacuzzi, Alejandro Gómez (82 Alejandro Damonte), José Luis Calderón (86 Leonardo Biagini). Trener: Gustavo Alfaro.
5 grudnia 2007 Buenos Aires Estadio Juan Domingo Perón de Avellaneda (30 000)

 Arsenal Sarandí –  Club América 1:2 (0:1)

Sędzia: Oscar Ruiz (Kolumbia)

Bramki: 0:1 Cristian Díaz 18s, 0:2 Juan Carlos Silva 63, 1:2 Martín Andrizzi 83

Żółte kartki: Diego Villar, Javier Yacuzzi, Andrés San Martín / Rodrigo López, Duilio Davino, Germán Villa, Oscar Rojas

Czerwone kartki: – / Duilio Davino 89, Lucas Castromán 90

Arsenal Fútbol Club: Mario Cuenca – Javier Gandolfi, Jossimar Mosquera, Aníbal Matellán, Cristian Díaz, Diego Villar (68 Martín Andrizzi), Andrés San Martín, Alejandro Damonte (77 Santiago Raymonda), Javier Yacuzzi (65 Leonardo Biagini); Alejandro Gómez, José Luis Calderón. Trener: Gustavo Alfaro.

Club de Fútbol América: Guillermo Ochoa – José Antonio Castro, Duilio Davino, Ricardo Rojas (81 Lucas Castromán), Oscar Rojas, Germán Villa, Juan Carlos Silva, Alejandro Argüello, Federico Insúa, Rodrigo López (70 Ismael Rodríguez), Salvador Cabañas. Trener: Daniel Brailovsky.

## Klasyfikacja strzelców bramek
| Gole | Piłkarz           | Klub           |
| ---- | ----------------- | -------------- |
| 6    | Ricardo Ciciliano | Millonarios FC |
| 5    | Rodrigo López     | Club América   |
| 5    | Ebelio Ordóñez    | CD El Nacional |